# Jerko Fućak
Fra Jerko Marijan Fućak (Pašac, 23. studenoga 1932. - Zagreb, 2. studenoga 1992. ) hrvatski teolog, bibličar, franjevac.

## Životopis
Gimnaziju je pohađao na Sušaku. Franjevački redovnik postao je 18. srpnja 1950. godine, a nakon teološkoga školovanja zaređen je za svećenika 6. srpnja 1958. Mladu misu je proslavio na Trsatu, a od 1964. do 1967. bio je u Trsatskom svetištu propovjednik i ispovjednik. 
U Italiji je završio poslijediplomsko školovanje iz teologije doktoratom, a postigao je i magisterij biblijskih znanosti. Bio je profesor Svetoga Pisma Novoga zavjeta (Trsat, Jeruzalem, Zagreb). 
Zajedno s fra Bonaventurom Dudom, prevodio je Bibliju na hrvatski jezik. Rezultat toga zajedničkoga rada je tzv. Zagrebačka Biblija, u izdanju kojemu je fra Jerko urednik i prevodilac Novoga zavjeta te potopisuje prijevod u dva izdanja svih biblijskih lekcionara i glavnine liturgijskih obrednika. Kroz 15 godina vodio je Institut za teološku kulturu laika u Zagrebu i gotovo sam organizirao rad za Dopisni tečaj teologije na tome Institutu, priredivši svo potrebno gradivo.
Organizirao je i vodio brojne biblijske seminare i tečajeve za kršćanske laike i redovnice, vodio biblijske duhovne vježbe i konferencije. 
Bio je jedan od pokretača i urednik časopisa Vrijeme i riječ.